# Oleg Pavlov
Pour les articles homonymes, voir Pavlov.
Oleg Olegovitch Pavlov (en russe : Олег Олегович Павлов, ISO 9 : Oleg Olegovič Pavlov), né le 16 mars 1970 à Moscou (RSFR) et mort le 7 octobre 2018 à Moscou (Russie), est un écrivain soviétique puis russe,.

## Biographie
Né à Moscou, élevé par sa mère et sa sœur, Oleg Pavlov n'a jamais connu son père. Parmi ses lectures de jeunesse il cite Stevenson, Jules Verne, Dickens et Dostoïevski.
À la fin des années 1980, il fait son service militaire au Turkistan et en Asie Centrale, en tant que gardien de prison. Il sera démobilisé avant le terme et fera un séjour en hôpital psychiatrique,.
Il fait ses études à l'Institut de littérature Maxime-Gorki à Moscou. 
Oleg Pavlov commence son parcours littéraire avec le cycle d’histoires Élégie de garde consacré au milieu pénitentiaire, publié en 1990 par le mensuel Literaturnoe obozrenie. En 1994, parait son premier roman Conte militaire dans la revue Novy Mir.
En 1995, son Conte militaire est nommé pour le prix Booker russe finalement remporté par Gueorgui Vladimov, pour Le Général et son armée,.
Son roman quasi autobiographique de 1997 L'Affaire Matiouchine, retrace les expériences d'un conscrit impressionnable progressivement déshumanisé par la vie militaire,.
En 2002, dans l'interview à la revue Rousski journal, il cite parmi les œuvres de ses contemporains qu'il apprécie le roman Hurramabad d'Andreï Volos, la nouvelle La Chaux de Mikhaïl Boutov, Sur le cercle de Khazra d'Afanassi Mamedov.
Le dernier roman de l'écrivain, Asystole, est publié en 2010.

## Distinctions
Oleg Pavlov obtient le prix Booker russe en 2002 pour Récits des derniers jours (Карагандинские девятины) et le prix Soljenitsyne 2012 pour l’ensemble de son œuvre.
En 2017, Oleg Pavlov reçoit Angelus Award (Literacka Nagroda Europy Środkowej Angelus), un prix littéraire international décerné par la ville polonaise de Wrocław aux auteurs d'Europe centrale.

## Œuvres traduites en français
- Récits des derniers jours [Карагандинские девятины, или Повесть последних дней], trad. d’Anne-Marie Tatsis-Botton, Lausanne, Suisse, Éditions Noir sur Blanc, 2012, 560 p.  (ISBN 978-2-88250-277-3)

- réunit Conte militaire, L’Affaire Matiouchine, Le Banquet du neuvième jour
- Journal d’un gardien d’hôpital [Дневник больничного охранника], trad. d’Anne-Marie Tatsis-Botton, Lausanne, Suisse, Éditions Noir sur Blanc, 2014, 128 p.  (ISBN 978-2-88250-366-4)